# Mandinari Point
Mandinari Point är en udde i Gambia.   Den ligger i regionen Western Division, i den västra delen av landet, 7 km söder om huvudstaden Banjul.
Terrängen inåt land är platt. Havet är nära Mandinari Point åt nordost.  Närmaste större samhälle är Serrekunda, 11,3 km nordväst om Mandinari Point. 